# ایان گودیسون
ایان گودیسون (انگلیسی: Ian Goodison؛ زادهٔ ۲۱ نوامبر ۱۹۷۲) یک بازیکن فوتبال اهل جامائیکا است.
از باشگاه‌هایی که در آن بازی کرده‌است می‌توان به هال سیتی و باشگاه فوتبال ترانمره راورز اشاره کرد.
وی همچنین در تیم ملی فوتبال جامائیکا بازی کرده‌است.